# Rouge de Diolly
Le rouge de Diolly, ou robin noir, est un cépage rouge aujourd'hui abandonné, vraisemblablement originaire de la Drôme, en France.

## Description
Des plants de ce cépage auraient été importés au début du XXe siècle à Diolly, dans la commune de Savièse, en Valais (Suisse). Certains d'entre eux sont retrouvés en 1920 dans la collection du spécialiste de la vigne Henry Wuilloud, qui le nomme rouge de Diolly car il en ignore l'origine. Il a été identifié en 1995 comme étant le robin noir par l'ampélographe suisse José Vouillamoz.
En 1970, il est utilisé à Pully, en Suisse, pour créer le Diolinoir par sa fécondation avec du pollen de Pinot noir. Ce nouveau cépage rencontre le succès en Suisse, où il est, en 2019, le 10e cépage rouge le plus cultivé.